# Jean de Kerlecq
Jean de Kerlecq, pseudonyme de Robert-Frédéric-Louis Chantepie, est un écrivain français né à Rouen le 13 février 1882 et mort à Clichy le 26 juin 1969.
Né dans une famille bretonne, il s'est toujours considéré comme Breton. Son père, négociant, fut maire d'Anceaumeville.
Il a écrit de nombreux romans populaires, des textes de chanson et a collaboré au Petit Journal.
Autres pseudonymes : Jean Chantepie, R. J. de Kerlecq.

## Distinctions
- Officier d'académie (1910)[2]
- Officier de l'Instruction publique (1922)[3]